# Battle Programmer Shirase
Battle Programmer Shirase (BPS バトルプログラマーシラセ Bīpīesu Batoru Puroguramā Shirase?) es una serie emitida en el 2003 y  producida por AIC. La temática es sobre ordenadores y humor ecchi.
La serie original cubre 5 historias, de 3 capítulos de 12 minutos cada una.

## Argumento
La historia de BPS gira en torno a un talentoso y misterioso programador llamado Akira Shirase. Por sus increíbles habilidades, es contactado por varias personas (curiosamente, todas ellas muy parecidas y de nombre Akizuki Kaoru) para hacer todo tipo de trabajos extraños relacionados con ordenadores y seguridad. Al principio, los capítulos giran en torno a trabajos que exhiben sus habilidades, pero más adelante en la serie, reaparecen personajes para ofrecer ayuda o dar giros al guion. Se han dado pistas del colegio al que Shirase fue, y finalmente aparece en el último episodio, cuando algunos personajes muestran sus relaciones con los demás. A pesar de todo, la serie no tuvo continuación.

## Personajes
Akira Shirase (白瀬慧?)
Es el personaje principal de la historia. Akira es un talentoso programador conocido en el mundo hacker como Battle Programmer Shirase (normalmente abreviado BPS). Es un genio de la informática y la seguridad, y puede hacer cualquier cosa en cualquier PC o móvil.
Misao Amano (天野美紗緒?)
Misao es la sobrina-nieta de Akira. Es una chica tímida a la que le encanta pasar tiempo con Akira, a quien llama onii-chan (お兄ちゃんonii-chan?). Se preocupa mucho por él y es normal verla cocinándole o preocupándose por él. A veces, Misao dice mau-mau (まうまうmau-mau?), que no significa nada (puede ser un guiño para los fanes de las chicas de animes). Misao parece muy joven para ser una estudiante de 6º grado.
Yoriko Yunoki (柚木頼子?)
Yoriko es una chica que trabaja para la marina de los Estados Unidos. Su rango es Comandante Yoriko Yonoki. Conoce a Akira cuando él es visto de regreso a casa tras esperar enfrente de una tienda de libros. Ella había estado siguiendo a Misao y pregunta si podría ir a su casa. Parece tener los mismos conocimientos de informática que Akira y en un episodio le pide que se una a ella en la Guardia Nacional como su compañero. También le pide que vaya a América con ella, y parece tener fuertes sentimientos hacia él.
Motoki Sae (本木紗英?)
Motoki Sae es la profesora de Misao. En un capítulo intentó juntar a Misao con un chico de otra clase. Más adelante se la ve bebiendo en un callejón donde se encuentra con Akira, que no ha visto desde el instituto. Ella estaba siendo forzada a tener una entrevista matrimonial, y como no quería ir se emborrachó en el callejón.

## Música
En la serie aparecen dos temas. El del opening se llama "Suddenly", por Naomi Amagata. El ending es "Pure Enough", por Yuki Matsuura.
OST
```
  01 OP Suddenly vo.天方直美
  02 M-1 Jiken no Yokan 1
  03 M-2 Jiken no Yokan 2
  04 M-3 Jiken no Yokan 3
  05 M-4 Shigoto no Irai kara Juchuu made no Kinpaku
  06 M-5 Shuugetsu no Kattou 1
  07 M-6 Shuugetsu no Kattou 2
  08 M-7 Jiken Hassei 1
  09 M-8 Jiken Hassei 2
     Denshi Tatakai 1
  10 M-10 Denshi Tatakai 2
  11 M-11 Denshi Tatakai 3
  12 M-10 Denshi Tatakai Hissatsuwaza
  13 M-13 Narration Back
     Hatsuban Ohanashi no Shime no Ongaku
  14 M-15 Shirase Norokusa Ecchi
  15 M-16 Shirase Kakko ii kamo Shirenai  Shirase
  16 M-17 Shirase Kakko yoku Saru
  17 M-18 Shirase 
  18 M-19 Sabishii Misao
  19 M-20 Tanoshige na Misao
  20 M-21 Setsunai Misao
  21 M-22 Tantan to Borero
  22 M-23 Gyagu 1
  23 M-24 Gyagu 2
  24 M-25 Kiki
  25 M-26 Nostalgic na Kaisou Shuun 
  26 M-27 Setsunasa
  27 M-28 Kouchou no Toujou
  28 M-29 Oosaka no Kenka
  29 M-30 Eroi Shiin
  30 M-31 Kegon ni Sougon na Hade ni Yuusou na Kaiketsu
  31 M-32 Kehaisae Kaiketsu
  32 M-33 Tanoshii Kaisuiyoku
  33 M-34 Yoriko no Teema
  34 ED Pure enought vo.松浦有希
```

```
  Por Seikou Nagaoka.
```

## Agradecimiento al público
El último capítulo hizo el extraño gesto de pedir perdón por terminar la serie, no solo para los telespectadores japoneses, sino para los de la comunidad fansub. Se dirigieron a "los que disfrutaron el show en TV, y aquellos fuera del área de emisión que tomaron medidas especiales para ver el show en sus pantallas, y todos los que lo vieron subtitulado sin permiso en el extranjero."